# Könyvégetés

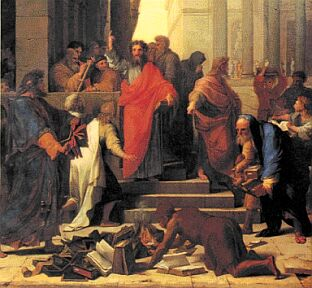
Charles Alexandre Lesueur: Pál apostol és az epheszoszi könyvégetők

A könyvégetés a könyvek megsemmisítését jelenti, amelyet általában különböző okokból szoktak megvalósítani.
A könyvek elpusztítása történhet vallási, vagy különféle politikai okokból. A könyvégetés gyakran szertartásos keretek között zajlik, ahol azokat a könyveket semmisítik meg, amelyeket károsnak és veszélyesnek tekintenek.
Általában azokat a könyveket szokták veszélyesnek tekinteni, amelyben olyan véleményt fejt ki az alkotója, amely ellenkezik a hatalom gondolkodásmódjával. Könyvek égetésére a 20. és a 21. században is lehet épp elég példát találni, például Angliában, 1988-ban A sátáni verseket vetették tűzre, vagy amikor az Amerikai Egyesült Államokban Harry Potter könyveket pusztítottak el.
A könyvégetésre számtalan példa akad, mert könyveket égettek és semmisítettek meg már az ókorban is. Könyveket Kínában is égettek Csin Si Huang-ti, az első kínai császár uralkodásának idején (ő azonban elrendelte, hogy minden pusztulásra ítélt könyvből hagyjanak meg egy példányt), és a középkorban az inkvizíció alatt is semmisítettek meg könyveket. A maja civilizáció könyvei is áldozatul estek a könyvégetésnek, a spanyol konkvisztádorok és az országba látogató, hittérítő jezsuita szerzetesek is égettek el könyveket. A náci Németországban is égettek könyveket nyilvánosan, sok ezer ember részvételével.
A könyvégetés sokak szerint emberiség elleni bűncselekménynek minősül.

## Könyvégetés az ókorban, az alexandriai könyvtár pusztulása
Az alexandriai könyvtárat az antik kultúra legfontosabb gyűjtőhelyének szokták nevezni. A híres könyvtárat még a két Ptolemaiosz alapította meg. A könyvtár alapításának az ötlete I. Ptolemaiosztól származott. A könyvtárat Kr. e. 298–ban alapították meg, a könyvtár alapítása II. Ptolemaiosz nevéhez köthető. A könyvtár az antik világ leghatalmasabb könyvtára volt, a gyűjteménye páratlan volt, megtalálható volt benne minden abban a korban fontosnak tartott mű. Megtalálhatók voltak a könyvtár gyűjteményében többek között Arisztotelész, Szophoklész és Euripidész drámái.
Egyes tudósok becslései szerint II. Ptolemaiosz korában az alexandriai könyvtárban már több mint ötszázezer tekercs volt megtalálható. II. Ptolemaiosz is vitt véghez könyvtáralapítást, az ő nevéhez fűződik a Szerápisz templom mellett lévő könyvtár megalapítása. Ebben a könyvtárban kapott helyet 42 ezer 800 tekercs, ami a nyilvánosság számára is elérhető volt.
Az alexandriai könyvtár többször is megsemmisült, és páratlan gyűjteménye nem maradt fenn az utókor számára, a kutatók még azt sem tudják pontosan megállapítani, hogy hol is állhatott.
A könyvtár először Julius Caesar hadjáratai alatt semmisült meg, Kr. e. 48-49-ben. A könyvtár azonban fel tudott épülni ebből a nagy veszteségből, bár az egyes vélemények szerint ekkor több mint 400 ezer tekercs égett el. Az így keletkezett károsodást a könyvtár nagyon nehezen élte túl, annak ellenére, hogy Marcus Antonius később a pergamoni könyvtárból több mint 200 ezer könyvet ajándékozott Kleopátrának.
A könyvtár nem élte túl a harmadik századot, a várost ért ostromok során újból elpusztult. Gyűjteményének a nagy része később átkerült Szerapisz templomába. Ennek a könyvtárnak sem maradt fenn a gyűjteménye, ezt később a pogányság ellen küzdő Theodosius utasítására égetik el 389–ben. Az ekkor kitört keresztény lázadás alatt a könyvtárban található, pogány irodalomnak tekintett könyveket vetették tűzbe. Ekkor egyes becslések szerint több mint 160 ezer tekercset pusztítottak el.
Az ókorban nem csak a pogány könyveket égették el, mert a keresztény könyvek is áldozatául estek a könyvégetéseknek. Az egyik ilyen könyvégetés, amikor keresztény írásokat vettettek tűzre, 303-ban történt, amikor Diocletianus császár adta parancsba a keresztény templomok lerombolását, és azt, hogy el kell pusztítani az olyan írásokat, amelyek keresztény tartalommal bírnak.

## Könyvégetések a középkorban
A középkorban is történtek könyvégetések, a legtöbb könyv az inkvizíciónak és a reformációnak esett áldozatául, a maja civilizáció könyveit is a középkorban vetették tűzbe. A könyvek elpusztítása során a legtöbbször vallási, vagy különböző politikai okai voltak a dokumentumok megsemmisítésének.
A középkorban, a kolostorokban működő könyvtárak nem voltak nyilvános könyvtárak, ami azt jelentette, hogy a könyvekhez csak egyházi emberek jutottak hozzá. Éppen ezért a kolostorokba betörőknek az első dolguk volt a könyvek elpusztítása.
A könyvégetésnek a középkorban szimbolikus jelentőséget tulajdonítottak, a könyvet égetők úgy tekintettek a könyvekre, mintha a fennálló egyházi, vagy a világi hatalmat pusztítanák el. Az inkvizíció során számtalan könyvet égettek el, és a középkor során nem volt ritka az sem, hogy a tiltott mű szerzőjét is a máglyára vetették az írásaival együtt.[forrás?]
Az inkvizíciót a katolikus egyház hozta létre az 1215-ös lateráni zsinaton. A domonkos rendre IX. Gergely pápa bízta 1233–ban. III. Pál pápa döntése szerint 1542-től a reformáció visszaszorítása is a feladata volt.

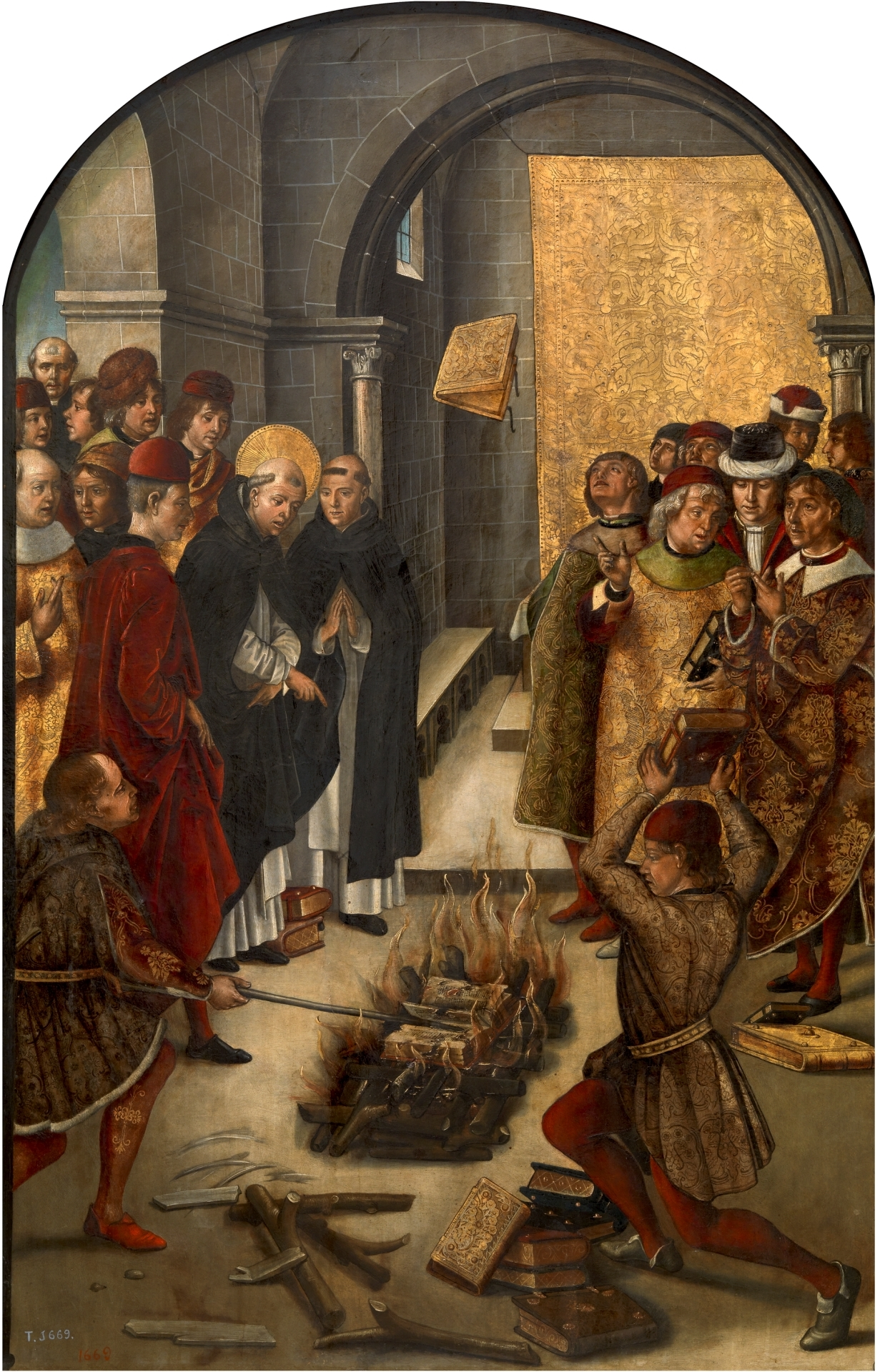
Pedro Berruguete: Szent Domonkos albigens könyveket éget

### Azték könyvégetés
Amikor Itzcóatl 1427-ben vagy 1428-ban elfoglalta az azték trónt, történelemmel foglalkozó könyveket égettetett el, hogy segítsen feledésbe veszejteni egyrészt az aztékok addigi alávetettségét a tepanékokkal szemben, másrészt azokat a zavaros körülményeket, amelyeknek köszönhetően ő maga uralkodóvá válhatott.

### Maja könyvek elpusztítása
A maja civilizáció kódexeinek a megsemmisítése az Újvilágban hittérítő szerepet betöltő jezsuita szerzeteseknek bűne.
A kódexeket Diego de Landa jezsuita püspök parancsára égették el. A püspök parancsa így hangzott: "Számos indián könyvet találtunk, de mivel mást nem tartalmaztak, mint a gonosz felvetéseit és babonáit, hát elégettük valamennyit, ami nagy bánatot okozott a bennszülötteknek."
A sors furcsa fintora, hogy ennek a maja kultúrával szemben ellenséges szerzetesnek köszönhető az, hogy vannak ismereteink a maják kultúrájáról. A könyveket azért pusztították el, mert azt hitték róluk, hogy "pogány babonákat" tartalmazó írások. Ezzel a könyvégetéssel felbecsülhetetlen kárt okoztak a maja kultúrának. A könyvégetés 1562. július 12–én történt.
Ezen a könyvégetés során több ezer kötetet vetettek máglyára, egyes becslések szerint több mint 5 ezer könyvet égettek el. Ezt a hatalmas pusztítást csak nagyon kevés írásos anyag vészelte át, alig több mint húsz kódexet sikerült megmenteni.

### Könyvégetések a középkori Magyarországon
A középkorban Magyarországon a püspöki székhelyek közül számos pusztult el, és a székhelyekkel együtt semmisültek meg a városokban található könyvtárak. A 13. századi magyarországi könyvtárakról kevés információval rendelkezünk. A legtöbb információ a veszprémi székesegyház könyvtáráról szól. Az információk a könyvtár 1276-os pusztulásáról szólnak.
Az erdélyi szászok égették fel a gyulafehérvári székesegyház könyvtárát. 1318-ban Csák Máté felégette Nyitra várát, ekkor a székesegyház és az ott tárolt könyvek is elpusztultak. A városokból elmenekülő szerzetesek a könyveket nem tudták megmenteni a pusztulástól, és ezért csak nagyon kevés írásos anyag élte túl ezt a kort.
A török hódoltsági területen található plébániák könyvtáraiból nagyon kevés könyv maradt meg. A szerzetesrendek kolostorai elnéptelenedtek és az ott található könyvek megsemmisültek. Az egyetemalapításáról híres Pázmány Péter könyvtára sem maradt fenn, a könyvtárát a nagyszombati ferences rend kolostorára hagyta, de a könyvek elégtek, amikor a városban 1683-ban tűzvész ütött ki.

## Könyvégetések a modern korokban

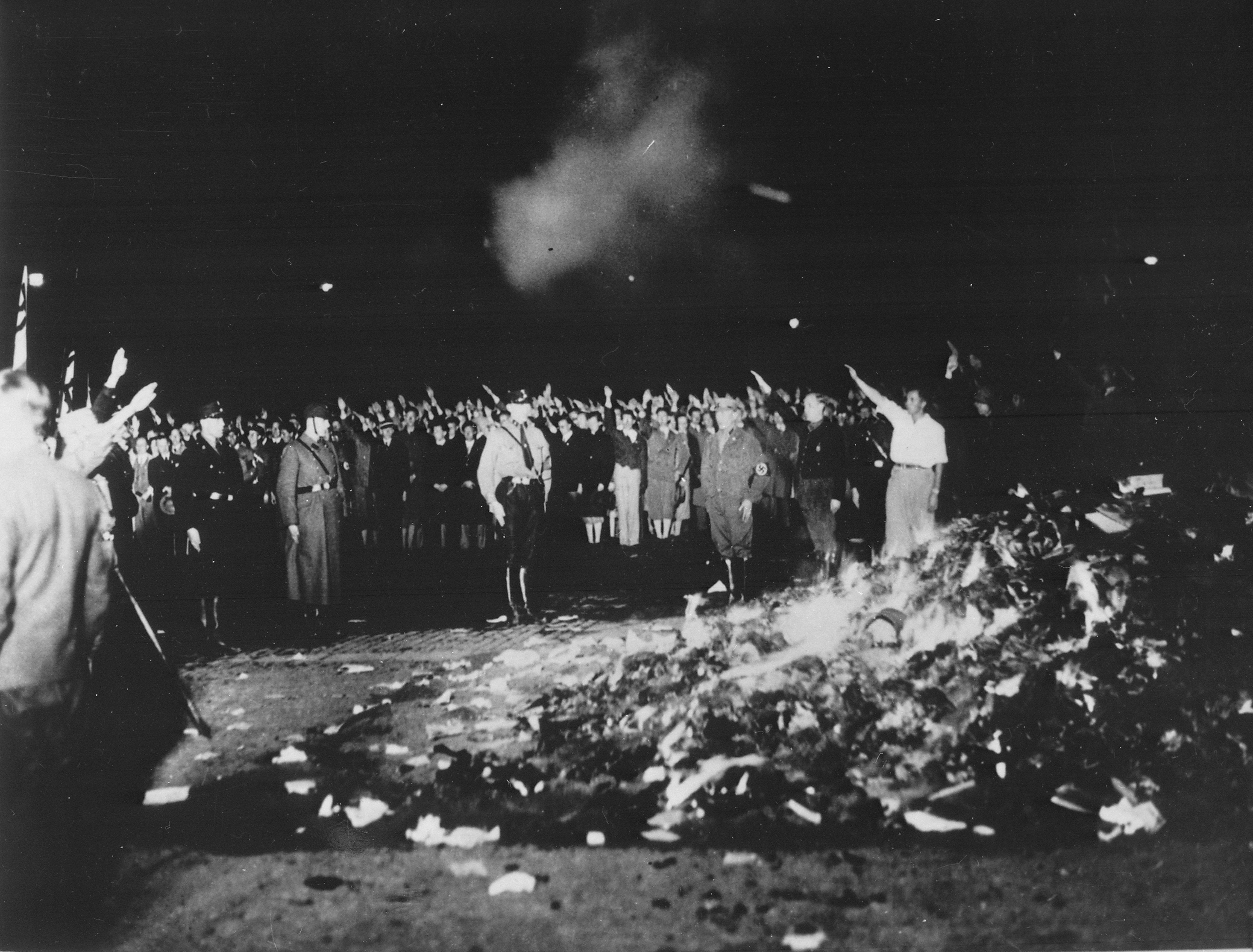
Könyvégetés Berlinben (1933)

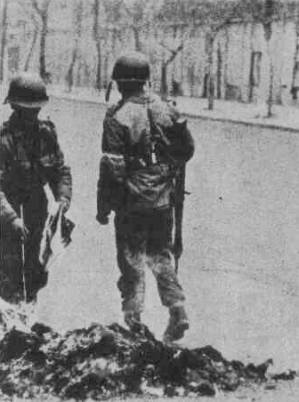
Chilei katonák baloldali könyveket égetnek 1973-ban, Augusto Pinochet hatalomra jutása után

Könyvégetések a 20. és a 21. század folyamán is történtek. A könyvégetést az emberek régi korok barbár cselekedeteinek szokták tekinteni, holott a történelem folyamán sokszor előfordult, napjainkban is.
A modern korokban is történtek könyvégetések, ezek közül az egyik legismertebb a náci könyvégetés, amely Joseph Goebbels parancsára történt, és ezen könyvégetés során közel 20–25 ezer könyvet pusztítottak el. Ezen kívül még számos könyvégetés történt ebben a korban.
Magyarországon a II. világháború után rendelt el könyvégetést az 530/1945. M. E. számú rendelet :"1. §. Meg kell semmisíteni a könyvnyomdák, könyvkiadó vállalatok, könyvkereskedők, köz- és kölcsönkönyvtárak, iskolai könyvtárak, valamint magánszemélyek birtokában levő minden fasiszta szellemű, szovjetellenes és antidemokratikus sajtóterméket (könyv, folyóirat, napilap, hirdetmény, röplap, képes ábrázolat stb.), tekintet nélkül arra, hogy az a magyar vagy más nyelven jelent meg." A rendelet melléklete 2686 címet sorol fel.

### Tibeti könyvégetések
Tibet megszállása során is történetek könyvégetések. Tibetet 1904-ben a kínai császár Kína részének nyilvánította, ekkor kezdték meg az ország megszállását. Azonban a megszállásnak a Kínában kitörő 1911-es kínai forradalom és a Csing-dinasztia bukása véget vetett. Tibet 1912–ben ismét független állam lett, ez az állapot azonban csak pár évtizedig tartott. 1950-ben a Kínai Népi Felszabadító Hadsereg bevonult Tibetbe.
A tibeti nép felkeléssel tiltakozott a kényszerintézkedések ellen, amit a kínaiak levertek 1959–ben. A Tibetben található kolostorokat lerombolták, és az ott található könyveket elpusztították. Könyvégetések nagy számban történtek a kulturális forradalom alatt is. A kulturális forradalom alatt vörös gárdákat szerveztek, amelyek a burzsoá jelképek megsemmisítésére törekedtek, vandál tetteket vittek véghez, könyveket is égettek.

### A sátáni versek
Salman Rushdie 1988–ban jelentette meg A sátáni versek című regényét. A muszlimok által istenkáromlónak tekintett kötet megjelenése tüntetésekhez vezetett. Az Egyesült Királyságban két városban, Boltonban és Bradfordban égették el ezt a könyvet. A könyvet árusító öt angliai áruházra bombát is dobtak, ezek közül kettő le is égett.

### Harry Potter könyvek égetése
A Harry Potter könyveket sokszor támadták különböző keresztény felekezetek, legerősebben 2001-ben, amikor a könyveket több helyen el is égették. Ilyen esetek történtek például az Amerikai Egyesült Államok több városában, így a dél-karolinai Charlestonban és az Új-Mexikóban található Alamogordóban.

## Lásd még
- Alexandriai könyvtár
- Cenzúra
- Inkvizíció
- Index librorum prohibitorum
- Könyvégetés és a tudósok eltemettetése